# Кузенок, Ян Иванович
Ян Ива́нович Кузено́к (род. 11 июня 1993, Новый Уренгой, Тюменская область) — российский футболист, игрок в мини-футбол. Выступает за клуб «ДЮСШ-Ямал» и сборную России.

## Биография
Ян Кузенок является воспитанником спортивного клуба «Контакт» из города Новый Уренгой. Позже — студент факультета физической культуры подольского социально-спортивного института. В 2010 году выступал за юношеский состав мини-футбольного клуба «Динамо» из Москвы.
С сентября 2010 года игрок московского клуба «Дина». В дебютном сезоне сыграл 11 матчей за основной состав и 19 матчей за дубль, забив 17 голов.

## Достижения
- Обладатель бронзовых медалей турнира «Петербургская осень» в составе молодёжной сборной России: 2012/13
- Серебряный призёр товарищеского турнира «Четырёх наций» (Китай)
- Победитель студенческого чемпионата мира: 2014
- Чемпион России по мини-футболу: 2013/14